# Arménio Vieira
Arménio Vieira (n. 29 ianuarie 1941, Praia, Republica Capului Verde) este un scriitor, poet și ziarist capverdian. Și-a început activitatea în anii 1960 colaborând cu SELÓ, Boletim de Cabo Verde, Vértice (Coimbra), Raízes, Ponto & Vírgula sau Fragmentos. A primit Premiul Camões în 2009, cel mai important premiu literar pentru limba portugheză.

## Opera
- 1971: Lisboa
- 1971 și 1972: Quiproquo și Ser tigre
- 1981: Poemas - África Editora - Colecção Cântico Geral la Lisabona
- 1990: O Eleito do Sol - Edição Sonacor EP - Grafedito la Praia
- 1998: Poemas (reeditare) - Ilhéu Editora la Mindelo
- 2006: MITOgrafias - Centrul Cultural Portughez - la Praia și Mindelo - nuvelă
- 2009: O Poema, a Viagem, o Sonho - Caminho Publishers, la Lisabona - poezii
- 2013: O Brumário
- Derivações do Brumário, 2013
- Fantasmas e Fantasias do Brumário, 2014

1. ↑  Prêmio Camões de Literatura (în portugheză), accesat în 30 octombrie 2024